# Campionato europeo maschile di pallavolo 1955
Il campionato europeo maschile di pallavolo 1955 si è svolto dal 15 al 26 giugno 1955 a Bucarest, in Romania: al torneo hanno partecipato quattordici squadre nazionali europee e la vittoria finale è andata per la seconda volta alla Cecoslovacchia.

## Regolamento

### Formula
Le squadre hanno disputato una prima fase a gironi con formula del girone all'italiana; al termine della prima fase:
- Le prime due classificate di ogni girone hanno acceduto al girone per il primo posto, strutturato in un girone all'italiana.
- Le ultime due classificate del girone A e B e l'ultima classificata del girone C e D hanno acceduto al girone per il nono posto, strutturato in un girone all'italiana.

### Criteri di classifica
Sono stati assegnati 2 punti alla squadra vincente e 1 a quella sconfitta.
L'ordine del posizionamento in classifica è stato definito in base a:
- Punti;
- Ratio dei set vinti/persi;
- Ratio dei punti realizzati/subiti;
- Risultati degli scontri diretti.

## Squadre partecipanti
| Squadra | Qualificazione      | Ultima partecipazione |
| --- | ------------------- | --------------------- |
| Albania | -                   | Debutto               |
| Austria | -                   | Debutto               |
| Belgio | -                   | Francia 1951          |
| Bulgaria | -                   | Francia 1951          |
| Cecoslovacchia | -                   | Bulgaria 1950         |
| Egitto | -                   | Debutto               |
| Finlandia | -                   | Debutto               |
| Francia | -                   | Francia 1951          |
| Italia | -                   | Francia 1951          |
| Jugoslavia | -                   | Francia 1951          |
| Polonia | -                   | Bulgaria 1950         |
| Romania | Paese organizzatore | Francia 1951          |
| Ungheria | -                   | Bulgaria 1950         |
| [[File: Flag of the Soviet Union (1936 – 1955).svg\|class=noviewer\| Unione Sovietica (bandiera)\|border\|20x16px]] [[Nazionale maschile di pallavolo dell' Unione Sovietica\| Unione Sovietica]] | -                   | Francia 1951          |

## Torneo

### Fase a gironi
| Girone A | Girone B       | Girone C | Girone D |
| --- | -------------- | -------- | -------- |
| Albania | Austria        | Belgio   | Italia   |
| Finlandia | Cecoslovacchia | Bulgaria | Polonia  |
| Francia | Egitto         | Ungheria | Romania  |
| [[File: Flag of the Soviet Union (1936 – 1955).svg\|class=noviewer\| Unione Sovietica (bandiera)\|border\|20x16px]] [[Nazionale maschile di pallavolo dell' Unione Sovietica\| Unione Sovietica]] | Jugoslavia     | -        | -        |

#### Girone A

##### Risultati
| 15 giugno 1955 ?, Bucarest Durata: ? - Spettatori: ? | [[Nazionale maschile di pallavolo dell' Unione Sovietica\| Unione Sovietica]] [[File: Flag of the Soviet Union (1936 – 1955).svg\|class=noviewer\| Unione Sovietica (bandiera)\|border\|20x16px]] | 3 - 0 | Albania   | 15-8, 15-4, 15-5          |
| 15 giugno 1955 ?, Bucarest Durata: ? - Spettatori: ? | Francia | 3 - 0 | Finlandia | 15-5, 15-6, 15-5          |
| 16 giugno 1955 ?, Bucarest Durata: ? - Spettatori: ? | [[Nazionale maschile di pallavolo dell' Unione Sovietica\| Unione Sovietica]] [[File: Flag of the Soviet Union (1936 – 1955).svg\|class=noviewer\| Unione Sovietica (bandiera)\|border\|20x16px]] | 3 - 0 | Finlandia | 15-4, 15-3, 15-8          |
| 16 giugno 1955 ?, Bucarest Durata: ? - Spettatori: ? | Francia | 3 - 0 | Albania   | 15-7, 15-4, 15-2          |
| 17 giugno 1955 ?, Bucarest Durata: ? - Spettatori: ? | Albania | 3 - 1 | Finlandia | 15-13, 15-10, 4-15, 15-11 |
| 17 giugno 1955 ?, Bucarest Durata: ? - Spettatori: ? | [[Nazionale maschile di pallavolo dell' Unione Sovietica\| Unione Sovietica]] [[File: Flag of the Soviet Union (1936 – 1955).svg\|class=noviewer\| Unione Sovietica (bandiera)\|border\|20x16px]] | 3 - 0 | Francia   | 15-10, 15-9, 15-9         |

##### Classifica
| Pos. | Squadra | Pt | G | V | P | SV | SP | Ratio | PF  | PS  | Ratio |
| ---- | --- | -- | - | - | - | -- | -- | ----- | --- | --- | ----- |
| 1.   | [[File: Flag of the Soviet Union (1936 – 1955).svg\|class=noviewer\| Unione Sovietica (bandiera)\|border\|20x16px]] [[Nazionale maschile di pallavolo dell' Unione Sovietica\| Unione Sovietica]] | 6  | 3 | 3 | 0 | 9  | 0  | MAX   | 135 | 60  | 2,250 |
| 2.   | Francia | 5  | 3 | 2 | 1 | 6  | 3  | 2,000 | 118 | 74  | 1,594 |
| 3.   | Albania | 4  | 3 | 1 | 2 | 3  | 7  | 0,428 | 79  | 139 | 0,568 |
| 4.   | Finlandia | 3  | 3 | 0 | 3 | 1  | 9  | 0,111 | 80  | 139 | 0,575 |

      Qualificata al girone per il primo posto.
      Qualificata al girone per il nono posto.

#### Girone B

##### Risultati
| 15 giugno 1955 ?, Bucarest Durata: ? - Spettatori: ? | Jugoslavia     | 3 - 0 | Egitto         | 15-3, 15-3, 15-5         |
| 15 giugno 1955 ?, Bucarest Durata: ? - Spettatori: ? | Cecoslovacchia | 3 - 0 | Austria        | 15-2, 15-1, 15-0         |
| 16 giugno 1955 ?, Bucarest Durata: ? - Spettatori: ? | Jugoslavia     | 0 - 3 | Cecoslovacchia | 13-15, 1-15, 4-15        |
| 16 giugno 1955 ?, Bucarest Durata: ? - Spettatori: ? | Egitto         | 3 - 1 | Austria        | 9-15, 15-8, 15-10, 17-15 |
| 17 giugno 1955 ?, Bucarest Durata: ? - Spettatori: ? | Jugoslavia     | 3 - 0 | Austria        | 15-6, 15-2, 15-7         |
| 17 giugno 1955 ?, Bucarest Durata: ? - Spettatori: ? | Cecoslovacchia | 3 - 0 | Egitto         | 15-0, 15-0, 15-7         |

##### Classifica
| Pos. | Squadra        | Pt | G | V | P | SV | SP | Ratio | PF  | PS  | Ratio |
| ---- | -------------- | -- | - | - | - | -- | -- | ----- | --- | --- | ----- |
| 1.   | Cecoslovacchia | 6  | 3 | 3 | 0 | 9  | 0  | MAX   | 135 | 28  | 4,821 |
| 2.   | Jugoslavia     | 5  | 3 | 2 | 1 | 6  | 3  | 2,000 | 108 | 71  | 1,521 |
| 3.   | Egitto         | 4  | 3 | 1 | 2 | 3  | 7  | 0,428 | 74  | 138 | 0,536 |
| 4.   | Austria        | 3  | 3 | 0 | 3 | 1  | 9  | 0,111 | 66  | 146 | 0,452 |

      Qualificata al girone per il primo posto.
      Qualificata al girone per il nono posto.

#### Girone C

##### Risultati
| 15 giugno 1955 ?, Bucarest Durata: ? - Spettatori: ? | Ungheria | 3 - 0 | Belgio   | 15-10, 15-7, 15-4              |
| 16 giugno 1955 ?, Bucarest Durata: ? - Spettatori: ? | Ungheria | 3 - 2 | Bulgaria | 15-8, 13-15, 7-15, 15-7, 16-14 |
| 17 giugno 1955 ?, Bucarest Durata: ? - Spettatori: ? | Bulgaria | 3 - 0 | Belgio   | 15-6, 15-10, 15-10             |

##### Classifica
| Pos. | Squadra  | Pt | G | V | P | SV | SP | Ratio | PF  | PS | Ratio |
| ---- | -------- | -- | - | - | - | -- | -- | ----- | --- | -- | ----- |
| 1.   | Ungheria | 4  | 2 | 2 | 0 | 6  | 2  | 3,000 | 111 | 80 | 1,387 |
| 2.   | Bulgaria | 3  | 2 | 1 | 1 | 5  | 3  | 1,666 | 104 | 92 | 1,130 |
| 3.   | Belgio   | 2  | 2 | 0 | 2 | 0  | 6  | 0,000 | 47  | 90 | 0,522 |

      Qualificata al girone per il primo posto.
      Qualificata al girone per il nono posto.

#### Girone D

##### Risultati
| 15 giugno 1955 ?, Bucarest Durata: ? - Spettatori: ? | Romania | 3 - 0 | Italia  | 15-9, 15-4, 15-10               |
| 16 giugno 1955 ?, Bucarest Durata: ? - Spettatori: ? | Polonia | 3 - 0 | Italia  | 15-7, 15-9, 15-9                |
| 17 giugno 1955 ?, Bucarest Durata: ? - Spettatori: ? | Romania | 3 - 2 | Polonia | 15-12, 15-11, 2-15, 8-15, 15-11 |

##### Classifica
| Pos. | Squadra | Pt | G | V | P | SV | SP | Ratio | PF  | PS | Ratio |
| ---- | ------- | -- | - | - | - | -- | -- | ----- | --- | -- | ----- |
| 1.   | Romania | 4  | 2 | 2 | 0 | 6  | 2  | 3,000 | 100 | 87 | 1,149 |
| 2.   | Polonia | 3  | 2 | 1 | 1 | 5  | 3  | 1,666 | 109 | 80 | 1,362 |
| 3.   | Italia  | 2  | 2 | 0 | 2 | 0  | 6  | 0,000 | 48  | 90 | 0,533 |

      Qualificata al girone per il primo posto.
      Qualificata al girone per il nono posto.

### Fase finale

#### Girone 1º posto

##### Risultati
| 19 giugno 1955 ?, Bucarest Durata: ? - Spettatori: ? | Jugoslavia | 3 - 2 | Romania | 15-11, 5-15, 15-10, 11-15, 17-15 |
| 19 giugno 1955 ?, Bucarest Durata: ? - Spettatori: ? | [[Nazionale maschile di pallavolo dell' Unione Sovietica\| Unione Sovietica]] [[File: Flag of the Soviet Union (1936 – 1955).svg\|class=noviewer\| Unione Sovietica (bandiera)\|border\|20x16px]] | 3 - 0 | Ungheria | 16-14, 16-14, 15-6               |
| 19 giugno 1955 ?, Bucarest Durata: ? - Spettatori: ? | Bulgaria | 3 - 0 | Francia | 15-6, 15-5, 15-7                 |
| 19 giugno 1955 ?, Bucarest Durata: ? - Spettatori: ? | Cecoslovacchia | 3 - 0 | Polonia | 15-7, 15-4, 15-5                 |
| 20 giugno 1955 ?, Bucarest Durata: ? - Spettatori: ? | Jugoslavia | 2 - 3 | Bulgaria | 12-15, 11-15, 15-2, 15-12, 13-15 |
| 20 giugno 1955 ?, Bucarest Durata: ? - Spettatori: ? | [[Nazionale maschile di pallavolo dell' Unione Sovietica\| Unione Sovietica]] [[File: Flag of the Soviet Union (1936 – 1955).svg\|class=noviewer\| Unione Sovietica (bandiera)\|border\|20x16px]] | 3 - 1 | Francia | 15-6, 14-16, 15-8, 19-17         |
| 20 giugno 1955 ?, Bucarest Durata: ? - Spettatori: ? | Cecoslovacchia | 3 - 0 | Ungheria | 15-11, 15-5, 15-11               |
| 20 giugno 1955 ?, Bucarest Durata: ? - Spettatori: ? | Romania | 3 - 1 | Polonia | 15-9, 11-15, 15-13, 15-11        |
| 21 giugno 1955 ?, Bucarest Durata: ? - Spettatori: ? | Jugoslavia | 2 - 3 | Ungheria | 15-10, 15-12, 6-15, 10-15, 5-15  |
| 21 giugno 1955 ?, Bucarest Durata: ? - Spettatori: ? | Romania | 3 - 0 | Francia | 15-10, 15-7, 15-11               |
| 21 giugno 1955 ?, Bucarest Durata: ? - Spettatori: ? | Bulgaria | 3 - 2 | Polonia | 15-12, 6-15, 15-11, 12-15, 15-6  |
| 21 giugno 1955 ?, Bucarest Durata: ? - Spettatori: ? | [[Nazionale maschile di pallavolo dell' Unione Sovietica\| Unione Sovietica]] [[File: Flag of the Soviet Union (1936 – 1955).svg\|class=noviewer\| Unione Sovietica (bandiera)\|border\|20x16px]] | 3 - 2 | Cecoslovacchia | 15-3, 15-12, 6-15, 7-15, 15-12   |
| 22 giugno 1955 ?, Bucarest Durata: ? - Spettatori: ? | Jugoslavia | 3 - 1 | [[File: Flag of the Soviet Union (1936 – 1955).svg\|class=noviewer\| Unione Sovietica (bandiera)\|border\|20x16px]] [[Nazionale maschile di pallavolo dell' Unione Sovietica\| Unione Sovietica]] | 15-11, 15-10, 15-17, 18-16       |
| 22 giugno 1955 ?, Bucarest Durata: ? - Spettatori: ? | Polonia | 3 - 1 | Ungheria | 15-12, 13-15, 15-10, 15-9        |
| 22 giugno 1955 ?, Bucarest Durata: ? - Spettatori: ? | Cecoslovacchia | 3 - 0 | Francia | 15-13, 15-8, 15-10               |
| 22 giugno 1955 ?, Bucarest Durata: ? - Spettatori: ? | Romania | 3 - 1 | Bulgaria | 11-15, 15-6, 15-11, 15-10        |
| 24 giugno 1955 ?, Bucarest Durata: ? - Spettatori: ? | Jugoslavia | 3 - 1 | Francia | 9-15, 15-3, 15-10, 15-9          |
| 24 giugno 1955 ?, Bucarest Durata: ? - Spettatori: ? | Bulgaria | 3 - 0 | Ungheria | 15-4, 16-14, 15-6                |
| 24 giugno 1955 ?, Bucarest Durata: ? - Spettatori: ? | [[Nazionale maschile di pallavolo dell' Unione Sovietica\| Unione Sovietica]] [[File: Flag of the Soviet Union (1936 – 1955).svg\|class=noviewer\| Unione Sovietica (bandiera)\|border\|20x16px]] | 3 - 0 | Polonia | 15-13, 15-8, 15-4                |
| 24 giugno 1955 ?, Bucarest Durata: ? - Spettatori: ? | Cecoslovacchia | 3 - 1 | Romania | 15-11, 15-8, 8-15, 15-6          |
| 25 giugno 1955 ?, Bucarest Durata: ? - Spettatori: ? | Jugoslavia | 1 - 3 | Cecoslovacchia | 16-14, 15-17, 8-15, 7-15         |
| 25 giugno 1955 ?, Bucarest Durata: ? - Spettatori: ? | Polonia | 3 - 1 | Francia | 8-15, 15-12, 15-5, 15-8          |
| 25 giugno 1955 ?, Bucarest Durata: ? - Spettatori: ? | Romania | 3 - 2 | Ungheria | 15-10, 15-12, 12-15, 10-15, 15-2 |
| 25 giugno 1955 ?, Bucarest Durata: ? - Spettatori: ? | Bulgaria | 3 - 2 | [[File: Flag of the Soviet Union (1936 – 1955).svg\|class=noviewer\| Unione Sovietica (bandiera)\|border\|20x16px]] [[Nazionale maschile di pallavolo dell' Unione Sovietica\| Unione Sovietica]] | 11-15, 15-13, 15-12, 7-15, 15-10 |
| 26 giugno 1955 ?, Bucarest Durata: ? - Spettatori: ? | Jugoslavia | 1 - 3 | Polonia | 15-10, 13-15, 5-15, 14-16        |
| 26 giugno 1955 ?, Bucarest Durata: ? - Spettatori: ? | Ungheria | 3 - 2 | Francia | 6-15, 15-11, 12-15, 15-7, 15-1   |
| 26 giugno 1955 ?, Bucarest Durata: ? - Spettatori: ? | Cecoslovacchia | 3 - 0 | Bulgaria | 15-8, 15-5, 15-11                |
| 26 giugno 1955 ?, Bucarest Durata: ? - Spettatori: ? | Romania | 3 - 1 | [[File: Flag of the Soviet Union (1936 – 1955).svg\|class=noviewer\| Unione Sovietica (bandiera)\|border\|20x16px]] [[Nazionale maschile di pallavolo dell' Unione Sovietica\| Unione Sovietica]] | 9-15, 15-13, 15-6, 15-13         |

##### Classifica
| Pos. | Squadra | Pt | G | V | P | SV | SP | Ratio | PF  | PS  | Ratio |
| ---- | --- | -- | - | - | - | -- | -- | ----- | --- | --- | ----- |
| 1.   | Cecoslovacchia | 13 | 7 | 6 | 1 | 20 | 5  | 4,000 | 351 | 242 | 1,450 |
| 2.   | Romania | 12 | 7 | 5 | 2 | 18 | 11 | 1,636 | 384 | 335 | 1,146 |
| 3.   | Bulgaria | 12 | 7 | 5 | 2 | 16 | 12 | 1,333 | 342 | 333 | 1,027 |
| 4.   | [[File: Flag of the Soviet Union (1936 – 1955).svg\|class=noviewer\| Unione Sovietica (bandiera)\|border\|20x16px]] [[Nazionale maschile di pallavolo dell' Unione Sovietica\| Unione Sovietica]] | 11 | 7 | 4 | 3 | 16 | 12 | 1,333 | 379 | 343 | 1,105 |
| 5.   | Jugoslavia | 10 | 7 | 3 | 4 | 15 | 16 | 0,937 | 390 | 400 | 0,975 |
| 6.   | Polonia | 10 | 7 | 3 | 4 | 12 | 15 | 0,800 | 315 | 342 | 0,921 |
| 7.   | Ungheria | 9  | 7 | 2 | 5 | 9  | 19 | 0,473 | 315 | 372 | 0,846 |
| 8.   | Francia | 7  | 7 | 0 | 7 | 5  | 21 | 0,238 | 259 | 368 | 0,703 |

#### Girone 9º posto

##### Risultati
| 20 giugno 1955 ?, Bucarest Durata: ? - Spettatori: ? | Belgio    | 3 - 1 | Austria   | 15-5, 15-9, 13-15, 15-9          |
| 20 giugno 1955 ?, Bucarest Durata: ? - Spettatori: ? | Finlandia | 3 - 2 | Albania   | 15-17, 10-15, 15-8, 15-9, 15-9   |
| 20 giugno 1955 ?, Bucarest Durata: ? - Spettatori: ? | Italia    | 3 - 0 | Egitto    | 15-11, 15-1, 15-4                |
| 21 giugno 1955 ?, Bucarest Durata: ? - Spettatori: ? | Italia    | 3 - 2 | Austria   | 15-10, 15-7, 12-15, 10-15, 15-6  |
| 21 giugno 1955 ?, Bucarest Durata: ? - Spettatori: ? | Albania   | 3 - 0 | Egitto    | 15-12, 15-9, 16-14               |
| 21 giugno 1955 ?, Bucarest Durata: ? - Spettatori: ? | Belgio    | 3 - 2 | Finlandia | 15-11, 14-16, 15-8, 6-15, 15-4   |
| 22 giugno 1955 ?, Bucarest Durata: ? - Spettatori: ? | Albania   | 3 - 0 | Austria   | 15-7, 15-7, 15-1                 |
| 22 giugno 1955 ?, Bucarest Durata: ? - Spettatori: ? | Italia    | 3 - 0 | Belgio    | 15-4, 15-4, 15-6                 |
| 22 giugno 1955 ?, Bucarest Durata: ? - Spettatori: ? | Finlandia | 3 - 0 | Egitto    | 15-10, 16-14, 15-6               |
| 24 giugno 1955 ?, Bucarest Durata: ? - Spettatori: ? | Italia    | 3 - 1 | Finlandia | 15-11, 15-7, 15-17, 15-9         |
| 24 giugno 1955 ?, Bucarest Durata: ? - Spettatori: ? | Albania   | 3 - 2 | Belgio    | 8-15, 15-13, 14-16, 15-11, 17-15 |
| 24 giugno 1955 ?, Bucarest Durata: ? - Spettatori: ? | Austria   | 3 - 2 | Egitto    | 15-13, 8-15, 15-13, 6-15, 15-12  |
| 25 giugno 1955 ?, Bucarest Durata: ? - Spettatori: ? | Finlandia | 3 - 0 | Austria   | 15-1, 15-5, 15-10                |
| 25 giugno 1955 ?, Bucarest Durata: ? - Spettatori: ? | Belgio    | 3 - 0 | Egitto    | 15-3, 15-9, 15-4                 |
| 25 giugno 1955 ?, Bucarest Durata: ? - Spettatori: ? | Italia    | 3 - 2 | Albania   | 15-8, 9-15, 16-14, 9-15, 15-13   |

##### Classifica
| Pos. | Squadra   | Pt | G | V | P | SV | SP | Ratio | PF  | PS  | Ratio |
| ---- | --------- | -- | - | - | - | -- | -- | ----- | --- | --- | ----- |
| 1.   | Italia    | 10 | 5 | 5 | 0 | 15 | 5  | 3,000 | 281 | 192 | 1,463 |
| 2.   | Albania   | 8  | 5 | 3 | 2 | 13 | 8  | 1,625 | 283 | 254 | 1,114 |
| 3.   | Finlandia | 8  | 5 | 3 | 2 | 12 | 8  | 1,500 | 259 | 229 | 1,131 |
| 4.   | Belgio    | 8  | 5 | 3 | 2 | 11 | 9  | 1,222 | 252 | 222 | 1,135 |
| 5.   | Austria   | 6  | 5 | 1 | 4 | 6  | 14 | 0,428 | 181 | 283 | 0,639 |
| 6.   | Egitto    | 5  | 5 | 0 | 5 | 2  | 15 | 0,133 | 165 | 241 | 0,684 |

## Podio

### Campione
Formazione: Brož, Humhal, Jonáš, Láznička, Malý, Musil, Paldus, Paulus, Purnoch, Schwarzkopf, Synovec, Tesař, CT: Kozák

## Classifica finale
| Pos | Squadra |
| --- | --- |
|     | Cecoslovacchia |
|     | Romania |
|     | Bulgaria |
| 4   | [[File: Flag of the Soviet Union (1936 – 1955).svg\|class=noviewer\| Unione Sovietica (bandiera)\|border\|20x16px]] [[Nazionale maschile di pallavolo dell' Unione Sovietica\| Unione Sovietica]] |
| 5   | Jugoslavia |
| 6   | Polonia |
| 7   | Ungheria |
| 8   | Francia |
| 9   | Italia |
| 10  | Albania |
| 11  | Finlandia |
| 12  | Belgio |
| 13  | Austria |
| 14  | Egitto |